# Васцино
Васцино — упразднённая деревня в Вязниковском районе Владимирской области России.

## География
Урочище находится в северо-восточной части области, в зоне хвойно-широколиственных лесов, в пределах Волжско-Окского междуречья, к западу от реки Тетрух, на расстоянии примерно 23 километров (по прямой) к юго-западу от города Вязники, административного центра района. Абсолютная высота — 110 метров над уровнем моря.

### Климат
Климат характеризуется как умеренно континентальный. Средняя температура воздуха самого холодного месяца (января) — −11,1 °C (абсолютный минимум — −48 °С), средняя максимальная температура воздуха (июля) — +23,3 °С (абсолютный максимум — +37 °С). Годовое количество атмосферных осадков составляет около 607 мм, из которых 413 мм выпадает в период с апреля по октябрь.

## История
В «Списке населенных мест Владимирской губернии по сведениям 1859 года» населённый пункт упомянут как удельная деревня Восцыно Судогодского уезда, расположенная при прудах, в 62 верстах от уездного города. В деревне насчитывалось 10 дворов и проживало 74 человека (33 мужчины и 41 женщина).
По состоянию на 1905 год, в Восцине имелось 14 дворов и проживало 80 человек. В административном отношении деревня входила в состав Воскресенской волости.
По данным 1926 года в деревне имелось 17 хозяйств (в том числе 16 крестьянских) и проживало 80 человека (45 мужчин и 61 женщина). Являлась центром Восцинского сельсовета.
На момент упразднения входила в состав Галкинского сельсовета Вязниковского района. Упразднена решением облисполкома № 682 от 30 июня 1977 года как фактически не существующая.